# Església dels Dolors (Cervera)
L'Església dels Dolors és una obra barroca de Cervera (Segarra) protegida com a Bé Cultural d'Interès Local.

## Descripció
L'església dels Dolors es troba adossada a la sagristia de l'església parroquial de Santa Maria i té una entrada pròpia des de l'exterior. Es tracta d'un temple de planta rectangular, coberta amb tres trams de volta de canó amb llunetes, amb un cambril posterior.
La façana, de parament irregular -que segurament havia estat arrebossat-, està coronada per un frontó triangular, mentre que la portada és culminada per un frontó semicircular. Presenta una finestra rectangular i a banda i banda de la porta s'obren dos òculs el·líptics. Culmina el tester a doble vessant un petit campanar d'espadanya.

## Història
La congregació dels Dolors fou fundada pel bisbe de Solsona Manuel de Alba, el 29 de novembre de 1691. Inicialment, la capella s'ubicava a l'interior de l'església de Santa Maria i no fou fins a l'any 1725 que es construí aquesta. L'església dels Dolors es beneí el 27 de març de 1734 i durant l'últim terç del segle xviii, tal com indiquen alguns rebuts, tingué intervencions. Després de la Guerra Civil, l'immoble, que té l'entrada principal per la plaça del Fossar, va quedar en estat d'abandó. De les seues relíquies i del patrimoni artístic, no en va quedar res. Cap a l'any 2008 fou cedida a la comunitat de coptes ortodoxos i és aquí on celebren les litúrgies.